# جيمس إف. إدواردز
جيمس إف. إدواردز (بالإنجليزية: James F. Edwards)‏ هو شخصية أعمال أمريكي، ولد في 5 مايو 1910، وتوفي في 7 ديسمبر 1991.